# Tage Henriksen
Tage Henriksen, danski veslač, * 8. april 1925, Roskilde, † 13. maj 2016.
Henriksen je za Dansko nastopil na Poletnih olimpijskih igrah 1948 v Londonu kot član danskega dvojca s krmarjem in osvojil zlato medaljo.